# Материя (физика)
Мате́рия (от лат. māteria «вещество») — одно из основных понятий физики, общий термин, определяющийся множеством всего содержимого пространства-времени и влияющий на его свойства.

## Понятие материи в разных областях физики
Определение материи расширялось с развитием различных областей науки. Раньше это были объекты, которые можно было описать классическими свойствами (масса, температура, делимость и т. п.), и в представлениях Ньютона об абсолютности пространства и времени, рассматриваемые независимо; с развитием оптики, а за ней специальной и общей теории относительности это понятие дополнилось его связями с гравитацией и волнами; а современные квантовая физика, астрофизика и физика высоких энергий установили это понятие в современном[уточнить] смысле и активно занимаются поиском новых видов материи.

## Основные виды материи

### Вещество
Классическое вещество может находиться в одном из нескольких агрегатных состояний: газообразном, жидком, твёрдом кристаллическом, твёрдом аморфном или в виде жидкого кристалла. Кроме того, выделяют высокоионизованное состояние вещества (чаще газообразного, но, в широком смысле, любого агрегатного состояния), называемое плазмой. Известны также состояния вещества, называемые конденсат Бозе — Эйнштейна и кварк-глюонная плазма.
- Адронное вещество — его структурой является множество составных частиц: адронов.
  - Барионное вещество (барионная материя) — вещество состоящее из барионов.
    - Вещество в классическом понимании. Состоит преимущественно из фермионов. Эта форма материи доминирует в Солнечной системе и в ближайших звёздных системах.
- Антивещество — состоит из античастиц.
- Нейтронное вещество — состоит преимущественно из нейтронов и лишено атомного строения. Основной компонент нейтронных звёзд, существенно более плотный, чем обычное вещество, но менее плотный, чем кварк-глюонная плазма.
- Другие виды веществ, имеющие атомоподобное строение (например, вещество, образованное мезоатомами с мюонами).
- Кварк-глюонная плазма — сверхплотная форма вещества, существовавшая на ранней стадии эволюции Вселенной до объединения кварков в классические элементарные частицы (до конфайнмента).
- Гипотетические докварковые сверхплотные материальные образования, составляющие которых — струны и другие объекты, c которыми оперируют теории великого объединения (см. теория струн, теория суперструн). Основные формы материи, предположительно существовавшие на ранней стадии эволюции Вселенной. Струноподобные объекты в современной физической теории претендуют на роль наиболее фундаментальных материальных образований, к которым можно свести все элементарные частицы, то есть в конечном счёте, все известные формы материи. Данный уровень анализа материи, возможно, позволит объяснить с единых позиций свойства различных элементарных частиц. Принадлежность к «веществу» здесь следует понимать условно, поскольку различие между вещественной и полевой формами материи на данном уровне стирается.

### Поле
Поле, в отличие от вещества, не имеет внутренних пустот, обладает абсолютной плотностью.
- Электромагнитное поле.
- Гравитационное поле.

- Квантовые поля различной природы. Согласно современным представлениям квантовое поле является универсальной формой материи, к которой могут быть сведены как вещества, так и классические поля, при этом существует нечёткое разделение на вещественные поля (лептонные и кварковые поля фермионной природы) и поля взаимодействий (глюонные сильные, промежуточные бозонные слабые и фотонное электромагнитное поля бозонной природы, сюда же относят пока гипотетическое поле гравитонов). Особняком среди них стоит поле Хиггса, которое сложно отнести однозначно к любой из этих категорий.

### Материальные объекты неясной физической природы
- Тёмная материя.
- Тёмная энергия.

Эти объекты были введены в научный обиход для объяснения ряда астрофизических и космологических явлений.

## Материя в специальной и общей теории относительности
Материя и излучение, согласно специальной теории относительности, являются только особыми формами энергии, распределенной в пространстве; таким образом, весомая масса теряет своё особое положение и является лишь особой формой энергии.
— Альберт Эйнштейн, 1920 г.
Согласно укоренившейся терминологии материальными полями в общей теории относительности называют все поля, кроме гравитационного.